# Jacopo Tissi
Jacopo Tissi (Landriano, 13 febbraio 1995) è un danzatore italiano, primo ballerino dell'Het Nationale Ballet dal 2023. In precedenza era stato primo ballerino del Balletto Bol'šoj e primo ballerino ospite con il corpo di Ballo del Teatro alla Scala.

## Biografia
Nato a Landriano, Jacopo Tissi ha studiato danza all'Accademia del Teatro alla Scala, diplomandosi nel 2014. Subito dopo il diploma si è unito al corpo di ballo del Wiener Staatsballett sotto la direzione di Manuel Legris, per poi tornare al Teatro alla Scala nella stagione 2015/2016. A Milano ha danzato ruoli di rilievo con il corpo di ballo del Teatro alla Scala, tra cui il Principe Désiré ne La bella addormentata, il Principe Azzurro in Cenerentola, Espada nel Don Chisciotte di Rudol'f Nureev e Des Grieux ne L'Histoire de Manon di Kenneth MacMillan. In questo periodo ha anche esordito sul piccolo schermo, danzando in una puntata dell'undicesima edizione di Ballando con le stelle.
Nel 2017 si è unito al Balletto Bol'šoj, in cui ha esordito danzando il ruolo principale ne Le Spectre de la rose. In qualità di primo solista, Tissi ha ballato molti dei ruoli principali nel repertorio della compagnia, tra cui Siefgfried ne Il lago dei cigni, Paride e Romeo in Romeo e Giulietta, il Principe ne Lo schiaccianoci, Solor ne La Bayadère, Jean de Brienne in Rajmonda ed Albrecht in Giselle. Tissi è stato il primo ballerino italiano a danzare con il Bol'šoj.
Nel dicembre 2018 ha esordito come ospite nel Balletto Mariinskij nel ruolo di Solor ne La Bayadère ed è tornato a danzare brevemente alla Scala nella stessa parte. Nel maggio successivo invece ha fatto il suo debutto alla Royal Opera House, danzando come Romeo nel Romeo e Giulietta di Kenneth MacMillan con Marianela Núñez come co-protagonista. Di ritorno in Russia, nel 2021 ha ampliato il suo repertorio con il ruolo di Erik Bruhn nel balletto di Ilya Demutsky Nureyev e quello di Elisabetta I in Orlando, tratto dall'omonimo romanzo di Virginia Woolf. Il 31 dicembre 2021, dopo una rappresentazione de Lo schiaccianoci, il direttore artistico del Bol'šoj Makhar Vaziev ha annunciato la sua promozione a primo ballerino della compagnia.
Nel marzo del 2022 ha lasciato la compagnia in seguito all'invasione russa dell'Ucraina. Nello stesso mese il Teatro alla Scala ha annunciato che Tissi sarebbe tornato a danzare con il corpo di ballo del teatro durante la stagione 2022/2023 in qualità di primo ballerino ospite; nel corso dell'anno ha danzato al Piermarini nei ruoli di Albrecht in Giselle, il Principe-Schiaccianoci ne Lo schiaccianoci, Romeo in Romeo e Giulietta e Siegfried ne Il lago dei cigni. Nell'ottobre dello stesso anno ha danzato nuovamente nel ruolo di Albrecht al Teatro dell'Opera di Roma accanto alla Giselle di Natal'ja Osipova.
Nella stagione 2023/2024 si unisce all'Het Nationale Ballet in qualità di primo ballerino della compagnia, con cui esordisce come Albrecht in Giselle.

## Riconoscimenti
- Premio Danza&Danza come talento emergente (2015)[13]
- Premio Danza&Danza come miglior danzatore italiano all'estero (2017)[13]
- Ambrogino d'oro (2018)[14]